# متحف الفن في سياتل
متحف سياتل للفنون هو متحف للفنون يقع في سياتل، واشنطن، الولايات المتحدة. هناك ثلاث منشآت رئيسية في المنطقة: متحفها الرئيسي في وسط مدينة سياتل؛ متحف سياتل للفنون الآسيوية في متنزه المتطوعين في كابيتول هيل، وحديقة النحت الأولمبية على الواجهة البحرية المركزية في سياتل، والتي افتتحت في يناير 2007.

## التاريخ
نمت مجموعة متحف سياتل للفنون من 1926 قطعة في عام 1933 إلى ما يقرب من 25000 قطعة اعتبارًا من عام 2008. قدم متحفها الأصلي مساحة 25,000 قدم مربع (2,300 م2)، توفر المرافق الحالية 312,000 قدم مربع (29,000 م2) بالإضافة إلى 9 أكر (3.6 ها) بارك. زاد عدد الموظفين الذين يتقاضون رواتبهم من 7 إلى 303، ونمت مكتبة المتحف من حوالي 1400 كتابًا إلى 33252 كتابًا.
تتبع أصول متحف سياتل للفنون إلى جمعية سياتل للفنون الجميلة (تم تنظيمها عام 1905) وجمعية واشنطن للفنون (تم تنظيمها عام 1906)، والتي اندمجت في عام 1917، مع الاحتفاظ باسم جمعية الفنون الجميلة. في عام 1931 أعادت المجموعة تسمية نفسها باسم معهد الفنون في سياتل. أقام معهد الفنون مجموعته في هنري هاوس، المنزل السابق، في كابيتول هيل، جامع ومؤسس معرض هنري الفني، هوراس سي هنري (1844-1928).
ريتشارد إي فولر، رئيس جمعية سياتل للفنون الجميلة، كان الشخصية المتحركة لـ متحف سياتل للفنون في سنواتها الأولى. خلال فترة الكساد الكبير، تبرع هو ووالدته، مارجريت ماكافيش فولر، بمبلغ 250 ألف دولار لبناء متحف فني في متنزه المتطوعين في كابيتول هيل في سياتل. قدمت المدينة الأرض وحصلت على ملكية المبنى. كارل فريلينغايسن قاولد من شركة بيب آند جولد (بالإنجليزية: Bebb and Gould)‏ المعمارية مبنى فن زخرفي / أسلوب ستريملاين مودرن للمتحف، والذي افتتح في 23 يونيو 1933. شكلت مجموعة آرت إنستيتي جوهر مجموعة متحف سياتل للفنون الأصلية، سرعان ما تبرع فولرز بقطع إضافية. كان معهد الفنون مسؤولاً عن إدارة الأنشطة الفنية عند افتتاح المتحف لأول مرة. شغل فولر منصب مدير المتحف في السبعينيات، ولم يتقاضى راتباً قط.
انضم متحف سياتل للفنون إلى المجلس الوطني للفنون (لاحقًا الصندوق الوطني للفنون)، وريتشارد فولر، ومؤسسة سياتل (جزئيًا، مسعى آخر لعائلة فولر) لاقتناء وتثبيت تمثال إيسامو نوغوشي بلاك سان أمام المتحف في حديقة التطوع. كانت أول لجنة تابعة لشركة الصندوق الوطني للفنون في سياتل. في 1983-1984، تلقى المتحف تبرعًا من نصف مبنى في وسط المدينة، متجر جي سي بيني، على الجانب الغربي من سوكند أفونيو بين شارع يونيون وشارع بايك. قرروا في النهاية أن هذه الكتلة المعينة ليست موقعًا مناسبًا: تم بيع تلك الأرض للتطوير الخاص كمبنى نيومارك، واستحوذ المتحف على الأرض في الكتلة الجنوبية التالية. في 5 ديسمبر 1991، أعيد افتتاح متحف سياتل للفنون في منشأة بوسط المدينة، صممها روبرت فنتوري. في العام التالي، تم تركيب إحدى منحوتات الرجل الهامرينغ لجوناثان بوروفسكي خارج المتحف كجزء من برنامج وان بيرسنت (بالإنجليزية: One Percent)‏ للفنون في سياتل سيتي لايت. كان من المفترض أن يتم تركيب هاميرينغ مان (بالإنجليزية: Hammering Man)‏ في الوقت المناسب لافتتاح المتحف، ولكن في 28 سبتمبر 1991، عندما حاول العمال نصب القطعة، سقطت وتضررت، وكان لا بد من إعادتها إلى المسبك لإصلاحها. تم استخدام هامرينغ مان (بالإنجليزية: Hammering Man)‏ في تركيب فني حرب العصابات في عيد العمال في عام 1993 عندما قام جوسان سبرينكل وفنانين محليين آخرين بإرفاق 700 رطل (320 كـغ) كرة وسلسلة بساق التمثال. في عام 1994، أعيد افتتاح منشأة فولنتير بارك كمتحف سياتل للفنون الآسيوية. في عام 2007، تم افتتاح حديقة النحت الأولمبية للجمهور، وبلغت ذروتها في عملية استمرت 8 سنوات. في عام 2017، أغلق متحف سياتل للفنون الآسيوية لمشروع تجديد وتوسيع بقيمة 54 مليون دولار لمدة عامين. أعيد افتتاح المتحف في 8 فبراير 2020.
في سبتمبر من عام 2021، دعا موظفو متحف سياتل للفنون إلى مقاطعة المتحف بسبب السياسات التي يزعمون أنها تستهدف بشكل غير عادل الأشخاص غير المسكنين. بعد فترة وجيزة، في أكتوبر 2021، وقع المدير والمدير التنفيذي لشركة متحف سياتل للفنون، أمادا كروز، على خطاب نيابة عن المتحف لدعم زيادة ميزانية شرطة المدينة. دعا الخطاب أيضًا إلى دعم الأمان للمؤسسات غير الربحية، على الرغم من إنهاء عقد متحف سياتل للفنون مؤخرًا مع ستار بروتكشن سيرفيسس (بالإنجليزية: Star Protection Services)‏ بسبب سوء سلوك الموظف والمعارضة المستمرة للموظفين وأعضاء المجتمع.

## المعارض
من بين المعارض البارزة في المتحف كان معرض 1954 من 25 لوحة ومنحوتات أوروبية من مؤسسة صموئيل هنري كريس. تم التبرع بهذه القطع إلى متحف سياتل للفنون في عام 1961. جذب معرض فان جوخ عام 1959 126100 زائر. في نفس العام، نظمت سام معرضًا استعاديًا لأعمال رسام مدرسة نورث وست سكول مارك توبي سافر إلى أربعة متاحف أمريكية أخرى. تم عرض أعمال توبي وأبرز مقتنيات مجموعة متحف سياتل للفنون الآسيوية تحت رعاية المتحف في معرض القرن 21 ( معرض سياتل العالمي لعام 1962). قام معرض جاكوب لورانس بأثر رجعي في عام 1974 بتكريم عملاق الفن الأمريكي الأفريقي الذي استقر في سياتل قبل أربع سنوات. عرض ليوناردو ليفز (1997) مخطوطة ليستر، وهي آخر مخطوطة ليوناردو دافنشي في أيادي خاصة، والتي اشتراها بعد ذلك بيل جيتس مؤخرًا.

## المجموعة
اعتبارًا من يونيو 2008، تضم مجموعة متحف سياتل للفنون ما يقرب من 25000 قطعة. ومن بينهم نسر الكسندر كالدر (1971) وريتشارد سيرا ويك (2004)، وكلاهما في حديقة النحت الأولمبي. فيلم غير المناسب: المرحلة الأولى (2004)، وهو منحوتة مبنية من السيارات وأنابيب ضوئية متعددة القنوات متسلسلة معروضة في ردهة متحف سياتل للفنون؛ حكم باريس (1516-18) بقلم لوكاس كرانش الأكبر ؛ ليلة مارك توبي الكهربائية (1944)، الغراب الشاشة (ج 1810)، يعزى إلى التلينغيتية الفنان (2001)؛ وتابوت على شكل مرسيدس بنز (1991) لكين كواي من غانا. في حين أن مجموعات متحف سياتل للفنون للفن الحديث والعرقي جديرة بالملاحظة، إلا أن مجموعتها من اللوحات والنحت الأوروبية الأكثر تقليدية ضعيفة للغاية، ويعتمد المتحف على المعارض المتنقلة بدلاً من مجموعته الخاصة لملء هذه الفجوة الملحوظة. ومع ذلك، هناك لوحات إيطالية مبكرة لدلماسيو سكانابيتشي، وبوتشيو دي سيمون، وجوفاني دي باولو، ولوكا دي تومي، وبارتولوميو فيفاريني، وباولو أوشيلو. هناك لوحات لف.سيلاير، وجان مولينير، وإيمانويل دي ويت، ولوكا جيوردانو، ولوكا كارليفاريس، وأرماند جيلومين، وكاميل بيسارو. يحتوي هذا المتحف أيضًا على مجموعة كبيرة من اللوحات الأمريكية في القرن العشرين لجاكوب لورانس ومارك توبي. هناك مجموعة رائعة من فنون السكان الأصليين الأسترالية.

### عودة الفن المنهوب
أعاد المتحف إلى ورثة تاجر الفن الانطباعي الفرنسي-اليهودي في الثلاثينيات بول روزنبرغ لوحة هنري ماتيس التي نهبها النازيون في الحرب العالمية الثانية، بعد أن طلبوا من الأسرة رفع دعوى من أجل الوصول إلى تسوية قانونية التي تضمنت تاجرًا فنيًا آخر. لذلك في أكتوبر 1997، رفعت عائلة روزنبرغ دعوى في المحكمة الجزئية، لاستعادة اللوحة أوداليسك (بالإنجليزية: Odalisque)‏ (1927 أو 1928). كانت هذه أول دعوى قضائية ضد متحف أمريكي تتعلق بملكية نهب نازي خلال الحرب العالمية الثانية. ثم توسطت مديرة المتحف ميمي غاردنر جيتس في تسوية في الساعة الحادية عشرة أعادت العمل الفني، وبعد ذلك رفع المتحف دعوى قضائية ضد المعرض الذي باعه اللوحة في الخمسينيات. قال المؤلف هيكتور فيليسيانو إن هذه كانت المرة الثانية فقط في الولايات المتحدة التي يعيد فيها متحف الفن المنهوب.

## المكتبات
يحتوي متحف سياتل للفنون على مكتبة دوروثي ستيمسون بوليت ومكتبة مؤسسة مكاو للفنون.

### مكتبة دوروثي ستيمسون بوليت
تأسست مكتبة دوروثي ستيمسون بوليت في عام 1991. اعتبارًا من عام 2011، احتوت على 20000 كتاب واشتركت في 100 دورية. وهي متخصصة في الفن الأفريقي والفن المعاصر والفن الزخرفي والفن الأوروبي والفن الحديث والتصوير الفوتوغرافي.

### مكتبة مؤسسة مكاو للفنون الآسيوية
تأسست مكتبة مؤسسة مكاو للفنون الآسيوية في عام 1933. اعتبارًا من عام 2011، احتوت على 15000 مجلد من الكتب واشتركت في 100 دورية. وهي متخصصة في الفن الآسيوي.

## الخدمات

### المرفق الرئيسي

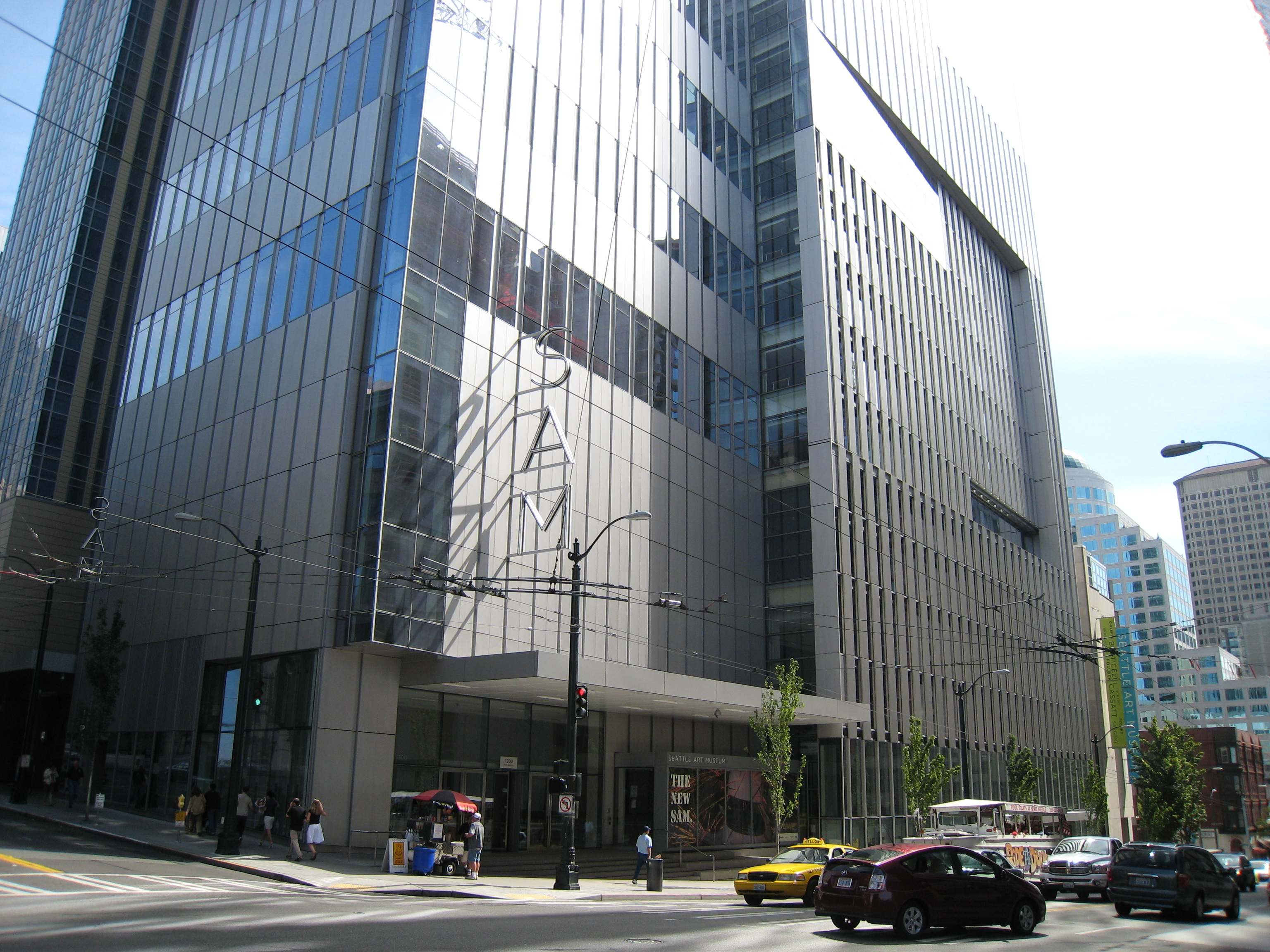
توسعة متحف سياتل للفنون

انتقلت المجموعة الرئيسية للمتحف إلى موقعها الحالي في فيرست أفونيو في ديسمبر 1991 ؛ أصبح المبنى الأصلي للمتحف هو متحف سياتل للفنون الآسيوية في عام 1994. المبنى عبارة عن مستطيل مغطى بالحجر الجيري مع خط من البلاط والطين حول خارجه، يقع في شارع الجامعة والشارع الأول، وتم الانتهاء منه من قبل فينتوري وسكوت براون وشركاه على 150,000 قدم مربع (14,000 م2) بميزانية 28.1 مليون دولار.
في عام 2006، بدأ متحف سياتل للفنون في توسيع موقعه عام 1991 في جهد مشترك مع واشنطن ميوتشوال (WaMu) ؛ كان المبنى الموسع معروفًا في الأصل باسم مركز واشطن ميوتشال. بدأ التوسع في الواقع في يوليو 2004. كان لابد من تحريك العديد من القطع مؤقتًا لمنع تلفها بسبب الاهتزازات أثناء البناء. كان من الممكن أن تكون هذه هي المرحلة التأسيسية الأولية لمركز واشطن ميوتشال. بالإضافة إلى إعادة صياغة مبنى فينتيرس، تشغل متحف سياتل للفنون الآن الطوابق الأربعة الأولى من مبنى مكون من 16 طابقًا صممه المهندس المعماري براد كلوبفيل في بورتلاند بولاية أوريغون. تمتلك متحف سياتل للفنون أيضًا الطوابق الثمانية التالية، والتي استأجرها واشطن ميوتشال في الأصل ؛ امتلكت واشنطن ميوتشوال الطوابق الأربعة العليا. مع توسع متحف سياتل للفنون في المستقبل، يمكن أن تستحوذ على طابق أو أكثر من الطوابق المستأجرة.
بسبب البناء، تم إغلاق موقع المتحف في وسط المدينة من 5 يناير 2006 إلى 5 مايو 2007. يوفر المبنى الموسع مساحة معرض أكثر بنسبة 70 بالمائة ومتجر متحف موسع ومطعمًا جديدًا. تحسبا للتوسع، تم التبرع بأكثر من ألف قطعة جديدة، بقيمة إجمالية تزيد عن مليار دولار، للمجموعة.
أدى فشل واشطن ميوتشال لعام 2008 والاستحواذ اللاحق من قبل جي بي مورغان تشيس إلى قيام نورث ويسترن ميوتشال بشراء حصة واشطن ميوتشال من المبنى في 9 سبتمبر 2009، وإعادة تسميته مركز روسيل إنفستمنت سنتر (بالإنجليزية: Russell Investments Center)‏. يقع المقر الرئيسي لشركة روسيل إنفستمنت، وهي شركة تابعة لشركة نورث ويسترن ميوتشال، هناك، بعد أن انتقلت من تاكوما، واشنطن.
الدخول إلى مرافق متحف سياتل للفنون الداخلية مجاني في أول خميس من كل شهر ؛ تقدم متحف سياتل للفنون أيضًا الدخول المجاني في أول يوم سبت من الشهر. وحتى القبول العادي يُقترح، مما يعني أن المتحف يود من الزائرين دفع رسوم الدخول كاملة، ولكن إذا لم يتمكنوا من الدفع بالكامل، فلا يزال بإمكانهم الاستمتاع بالمتحف.

### جناح الفن الحديث
بعد معرض القرن 21، أصبحت أرض المعارض مركز سياتل، وأصبح جناح المملكة المتحدة جناح الفن الحديث في المتحف. ظل قيد الاستخدام حتى عام 1987.

### متحف الفن الآسيوي

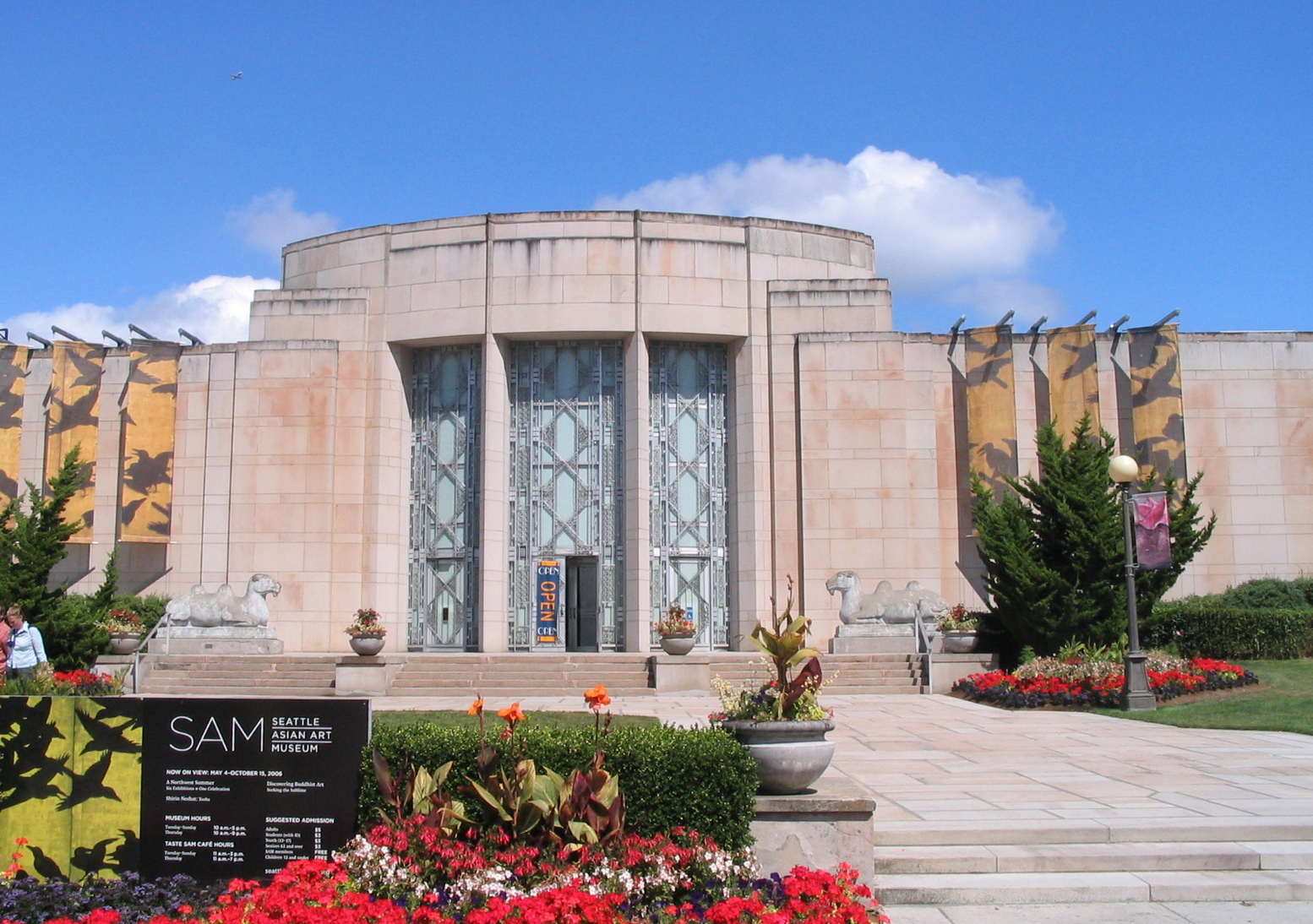
متحف سياتل للفنون الآسيوية

يقع متحف الفن الآسيوي منذ عام 1994 في منشأة ديكو/موديرن متحف سياتل للفنون الأصلية لعام 1933 في حديقة التطوع في كابيتول هيل في سياتل.

### حديقة النحت الأولمبية

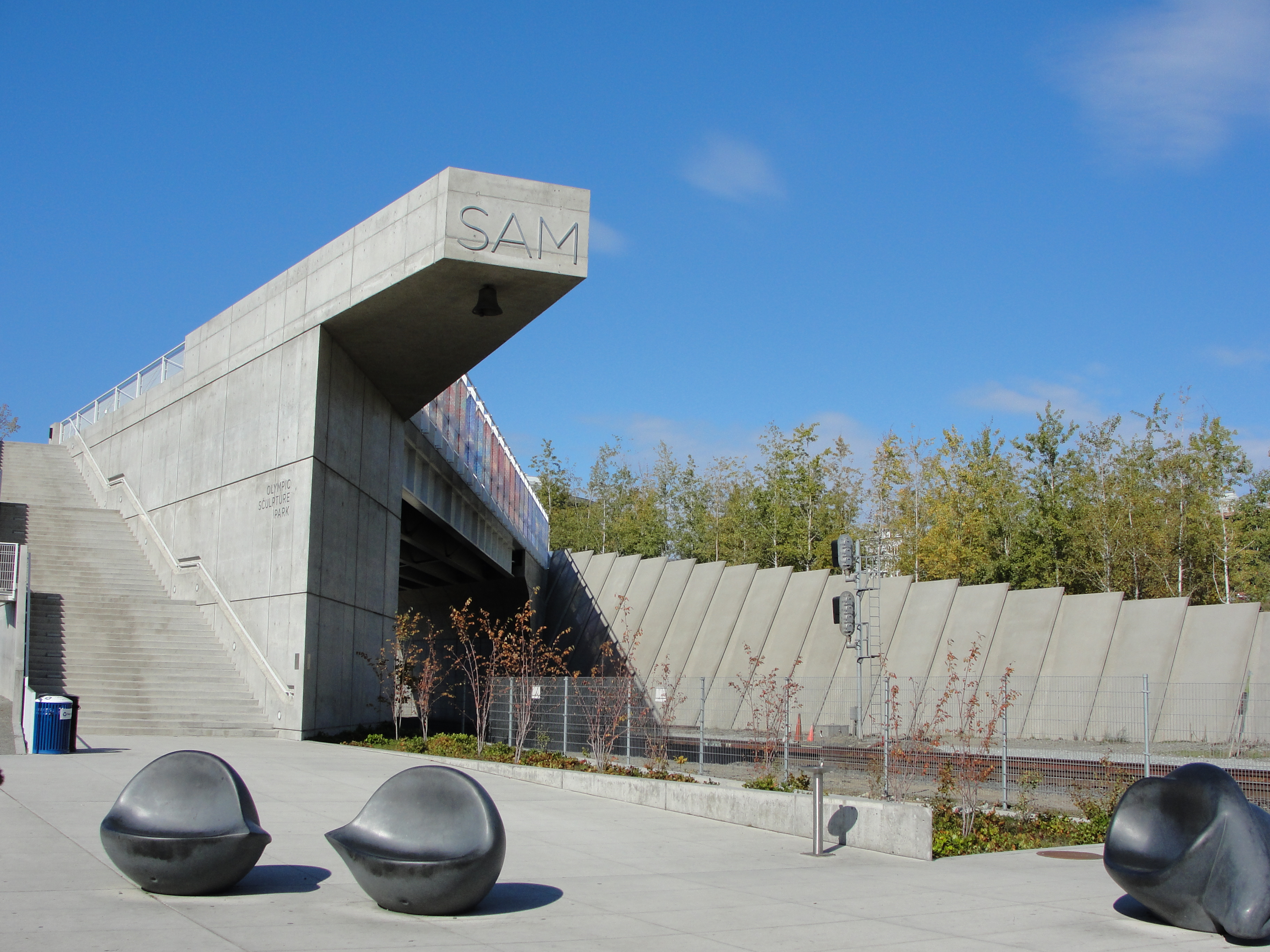
حديقة النحت الأولمبية

تبلغ مساحة حديقة النحت الأولمبية 9 أكر (3.6 ها) حديقة عامة مجانية ومفتوحة على الواجهة البحرية في سياتل شمال وسط المدينة. تم افتتاحه في 20 يناير 2007.

## إدارة

### المدير التنفيذي
تم تعيين أمادا كروز مديرًا ومديرًا تنفيذيًا لمتحف سياتل للفنون في عام 2019. خلفت كيمبرلي رورشاخ التي شغلت منصب المخرج من عام 2012 إلى عام 2019.

### التمويل
يتلقى متحف سياتل للفنون 4٪ فقط من تمويله من الحكومة ؛ يتم تغطية باقي تكاليف التشغيل من خلال رسوم التذاكر وقاعدة العضوية. اعتبارًا من عام 2014، تبلغ ميزانية المتحف 23 مليون دولار. نتيجة للأزمة المصرفية، خسر المتحف في عام 2009 5.8 مليون دولار من الإيجار السنوي والدخل المرتبط به من المستأجر واشنطن ميوتشوال. واجهت ديونًا متراكمة بقيمة 56 مليون دولار تعود إلى وقت شراكة المتحف وواشنطن ميوتشوال في مبنى جديد في وسط المدينة كانا يعتزمان مشاركتهما. بعد بيع البنك إلى جي بي مورغان تشيس في عام 2008، ترك المتحف مع ثمانية طوابق من المساحات المكتبية، بتكلفة حوالي 5.8 مليون دولار في السنة. جاءت المساعدة في شكل منح من جي بي مورجان تشيس ومؤسسة جيتس. تبلغ قيمة وقف المتحف لشراء الأعمال الفنية حاليًا أقل من 7.8 مليون دولار.

### حضور
بينما زاد عدد الزوار، أصبح النمط أكثر تعقيدًا: زار المتحف 346287 شخصًا في عامه الأول ؛ في عام 1978، اجتذب المعرض المتنقل كنوز توت عنخ آمون (المعروض في المنشأة في مركز سياتل ) 1.3 مليون زائر في غضون أربعة أشهر فقط ؛ 2007 كان الحضور 797127. في عام 2010، اجتذب معرض «بيكاسو: روائع من متحف بيكاسو الوطني، باريس» أكثر من 405000 شخص وكان المعرض الأكثر حضورًا في المتحف منذ أن انتقل إلى موقعه في وسط المدينة من حديقة التطوع في عام 1991. في تاريخ متحف سياتل للفنون، احتل معرض الملك توت عام 1978، الذي أقيم في مركز سياتل، المرتبة الأعلى من حيث الحضور.

## روابط خارجية
- الموقع الرسمي
- مقالة عن بناء حديقة النحت الأولمبية في مجلة غير رسمية